# Erigorgus lateralis
Erigorgus lateralis là một loài tò vò trong họ Ichneumonidae.